# Paralimnophila alice
Paralimnophila alice är en tvåvingeart som beskrevs av Günther Theischinger 1996. Paralimnophila alice ingår i släktet Paralimnophila och familjen småharkrankar. Inga underarter finns listade i Catalogue of Life.